# Campeonato Mato-Grossense 1952
In 1952 werd het tiende Campeonato Mato-Grossense gespeeld voor voetbalclubs uit de Braziliaanse staat Mato Grosso. De competitie werd georganiseerd door de FMF en werd gespeeld van 13 juni tot 14 december. Mixto werd de kampioen.

## Eindstand
| Plaats | Club      | Wed. | W | G | V | Saldo | Ptn. |
| ------ | --------- | ---- | - | - | - | ----- | ---- |
| 1.     | Mixto     | 9    | 5 | 2 | 2 | 19:12 | 12   |
| 2.     | Dom Bosco | 8    | 4 | 0 | 4 | 17:10 | 8    |
| 3.     | Palmeiras | 7    | 3 | 2 | 2 | 8:8   | 8    |
| 4.     | Americano | 9    | 2 | 2 | 5 | 11:19 | 6    |
| 5.     | Atlético  | 7    | 1 | 4 | 2 | 9:15  | 6    |

|  | Kampioen |

## Kampioen
| Campeonato Mato-Grossense de 1952 |
| Mato-Grosso                       |
| --------------------------------- |
| MIXTO Kampioen (7° titel)         |